# Pinellas Park
Pinellas Park város az Amerikai Egyesült Államok Florida államában Pinellas megyében. Lakosainak száma 53 093 fő (2020. április 1.).

## Népesség
A település népességének változása:

| 2010 | 49 079 |
| 2020 | 53 093 |